# Brunfelsia undulata
Brunfelsia undulata ist eine Art aus der Sektion Brunfelsia der Gattung Brunfelsia. Die bis zu 6 m hohen Sträucher oder Bäume sind von einem einzigen, inzwischen zerstörten Standort auf Jamaika bekannt, jedoch ist die Art durch ihre Kultivierung als Zierpflanze noch erhalten.

## Beschreibung

### Vegetative Merkmale
Brunfelsia undulata ist ein bis zu 6 m hoher Strauch oder Baum, der einen verhältnismäßig dünnen Stamm ausbildet. Bei kultivierten Pflanzen bilden sich um den Hauptstamm oftmals Wurzelschösslinge, wodurch eine große Anzahl an Klonen entsteht.
Es werden relativ wenige Laubblätter gebildet, diese stehen in Gruppen aus nur wenigen Blättern an den Spitzen der langen, spindeligen Zweige an etwa 0,6 cm langen Blattstielen. Die Blattspreite ist eiförmig-lanzettlich, an beiden Enden verjüngt und etwas spitz zulaufend. Der Blattrand ist nahezu ganzrandig. Die Länge beträgt 5,5 bis 18 cm, die Breite 2 bis 4,5 cm. Die Blattfläche ist unbehaart. Durch Anthocyanine sind die jungen Blätter oftmals violett gefärbt.

### Blütenstände und Blüten
Die Blüten stehen an wildwachsenden Pflanzen meist einzeln und terminal, kultivierte Formen bilden oftmals Büschel von Blüten, die terminal an den oberen Zweigen stehen. Die Blütenstiele sind sehr kurz. Der hellgrüne bis gelbliche Kelch ist etwa 2 cm lang, kurz und unregelmäßig gelappt, auf der Außenseite drüsig behaart. Die Krone ist zunächst weiß und wird später gelblich, die leicht gebogene Kronröhre ist zylindrisch und 7,5 bis 9 cm lang, der Durchmesser beträgt etwa 0,5 cm. Der Kronsaum hat einen Durchmesser von etwa 6,5 cm, die fünf Kronlappen sind abgerundet, 2,5 cm breit, ihr Rand ist stark gewellt. Die Staubblätter stehen nicht über die Kronröhre hinaus. Der Fruchtknoten ist länglich, etwa halb so lang wie der Kelch. Der Griffel ist schlank, steht leicht über die Kronröhre hinaus, die Narbe ist zweilappig.

### Früchte
Die Früchte sind Kapselfrüchte.

## Vorkommen
Die Art hat ein endemisches Vorkommen an der Nordküste Jamaikas. Der einzige bekannte Standort der Art wurde durch den Bau eines Viehtriebpfades zerstört.